# 玉置和郎
玉置 和郎（たまき かずお、1923年1月1日 - 1987年1月25日）は、日本の政治家。参議院および衆議院議員、総務庁長官を務めた。和歌山県御坊市出身。

## 来歴・人物
五人兄弟の三男として生まれ、中学入学直前に父親を亡くす。御坊商業学校（現・和歌山県立紀央館高等学校）卒業後中国大陸に渡り、華北交通の給費学生として1941年北京中央鉄路学院本科を修了。1943年に満鉄に入社。終戦後、製塩業、ゴム工場などの様々な仕事に就く。その後、上京し自由民主党本部に就職、党職員になる。和歌山県選出の早川崇衆議院議員に見出され、早川が労働大臣に就任した際、大臣秘書官となった。
生長の家政治連合の支援を得て、1965年の第7回参議院議員通常選挙に自民党公認で立候補し、当選する。1966年、拓殖大学大学院修了。以後、参院当選3回。自民党総務、参議院行政改革委員長、農林政務次官を歴任した。1973年に結成された青嵐会にも参加、同会きっての暴れん坊として名を売る。
1977年、宗教政治研究会を設立する。政治家が集票マシーンとしての宗教団体に目をつけた、早い例として知られる。強大な組織と莫大な資金を持って影響力を発揮し、参議院自民党の実力者として台頭する。「参院のドン」「政界のフィクサー」「寝業師」の異名を取った（後に玉置の秘書から政界入りした村上正邦も「参院のドン」「政界のフィクサー」の異名を取った）。
1980年、カーター米大統領が西側諸国に対して，モスクワオリンピックをボイコットするよう提唱した問題では，日本のボイコットに賛成の立場をとり，同年4月21日の日本オリンピック委員会理事会において，山下泰裕（柔道）らと参加への思いを涙ながらに訴えた男子レスリングの高田裕司に対して，後日談で「個人の選手が泣いておりますわな。情けないね，あれは。あんな流す涙はね，もっと国の防衛で流したらどう？」と述べた。
1983年の第37回衆議院議員総選挙で衆議院旧和歌山2区から、前年死去した早川の後継者として出馬し、当選する。衆院転身直後に佐藤隆、桜井新、浜田幸一、鈴木宗男ら、宗政研系の議員を従えて、「玉置グループ」として派閥発足を画策するも頓挫、その後は中曽根康弘 - 金丸信ラインに接近し、党内工作に奔走する。中曽根も玉置を重用し、金丸も玉置に絶対の信頼を置いていた。
1986年、江﨑真澄の後任として第3次中曽根内閣の総務庁長官に就任する。それまで聖域とされてきたODAの行政監察や農協監察の実施を打ち出した。また、癌に苦しみながらも、上皇明仁（当時の皇太子）の即位の際に、大嘗祭が伝統に則って行われることを求める文書を伊藤哲夫と共に書き上げ、当時の中曽根首相に提出した。
長官在任中の1987年1月25日、肝不全のため64歳で死去した。現職閣僚の死は、1976年の建設大臣仮谷忠男以来11年ぶりであった。ちなみに玉置の死後、ODAの行政監察と農協監察は実施された。
玉置の元秘書に、元自民党参議院議員会長の村上正邦、元参議院議員の大江康弘などがいる。

## 所属団体
- 東日本実業団空手道連盟（第3代会長）